# تپه د ورزقان
تپه د ورزقان مربوط به هزاره اول قبل از میلاد - دوره اشکانیان است و در ۱۵۰۰ متری جنوب شرقی ورزقان واقع شده و این اثر در تاریخ ۱۲ شهریور ۱۳۸۶ با شمارهٔ ثبت ۱۹۳۴۹ به‌عنوان یکی از آثار ملی ایران به ثبت رسیده است.